# Картаго (Коста-Рика)
Карта́го (исп. Cartago) — город в центральной части Коста-Рики, административный центр одноимённой провинции и кантона. Население 155 402 жителей (2007). Находится на высоте 1435 м над уровнем моря, в долине Гуарко у подножия вулкана Ирасу, в 24 км к востоку от Сан-Хосе. Площадь 125,01 км².

## Топоним
Название ведёт к началу эпохи колониальных завоеваний Испании. В период 1540—1573 годы на территории современной Коста-Рики, атлантического побережья Никарагуа, части Гондураса и Панамы находилась провинция Картаго, входившая в вице-королевство Новая Испания. Провинция была образована 29 ноября 1540 года императором Карлом V и получила название в честь древнего города Карфаген.
У города есть два прозвища — «Старая Столица», ссылка на эпоху, когда Картаго являлся столицей Коста-Рики, и «город Густых туманов», благодаря туманам, которые формируются в городской долине в течение большей части года.
Официальный этнохороним горожан — «карфагеняне», как называли жителей древнего Карфагена, хотя более распространён и популярен термин «картагос».

## География и климат
Город располагается в долине Гуарко между двумя горными хребтами — Центральная Кордильера, где находятся самые высокие в стране вулканы Ирасу и Турриальба, и Кордильера-де-Таламанка, где находится самая высокая точка страны — гора Чиррипо (3819 м на уровне моря). В долине проходит несколько небольших рек Ревентадо, Ревентасьон, Паломо, Гранде-Де-Ороси, Мачо, Тириби, Пакуаре и Чиррипо. Основная питающая город река — Ревентасон.
Климат тропический, влажный. Температура колеблется от 26 °C до 15 °C. Количество осадков ок. 2000 мм в год. Нередким явлением на территории города являются туманы из-за чего он получил прозвище «город Густых туманов».
| Показатель                                              | Янв.  | Фев. | Март | Апр. | Май   | Июнь  | Июль  | Авг.  | Сен.  | Окт.  | Нояб. | Дек. | Год    |
| ------------------------------------------------------- | ----- | ---- | ---- | ---- | ----- | ----- | ----- | ----- | ----- | ----- | ----- | ---- | ------ |
| Средний максимум, °C                                    | 20,8  | 22,9 | 25,8 | 27,0 | 27,0  | 26,7  | 26,7  | 25,9  | 26,0  | 22,6  | 20,6  | 20,1 | 24,3   |
| Средний минимум, °C                                     | 12,0  | 13,4 | 14,5 | 14,9 | 16,7  | 16,1  | 16,8  | 15,0  | 15,1  | 15,6  | 14,2  | 13,9 | 14,9   |
| Норма осадков, мм                                       | 123,1 | 90,3 | 61,1 | 72   | 137,1 | 127,7 | 111,5 | 103,4 | 128,6 | 122,9 | 148   | 177  | 1402,7 |
| Источник: Национальный институт метеорологии Коста-Рики |       |      |      |      |       |       |       |       |       |       |       |      |        |

## История
С момента основания испанским конкистадором Хуаном Васкесом де Коронадо в 1563 году город являлся резиденцией испанских губернаторов и считался столицей Коста-Рики вплоть до 1823 года, когда столица была перенесена в Сан-Хосе.
Город неоднократно разрушался землетрясениями. Первое произошло в 1822 году. Во второй раз 2 сентября 1841 года землетрясение полностью разрушило город, хотя жертв было относительно немного — 16 человек. Новое землетрясение, произошедшее 4 мая 1910 года, вновь вызвало большие разрушения и на этот раз повлекло сотни смертей и множество раненых.

## Достопримечательности
Главной достопримечательностью города является Басилика де Нуэстра Сеньора де лос Анхелес (Базилика Богоматери ангелов) выполненная в византийском и колониальном стиле. Базилика считается святилищем Коста-Рики. По легенде, 400 лет назад индейская девушка нашла здесь каменную фигурку Богоматери. Это было воспринято знаком свыше и призывом к строительству храма. Сейчас фигурка Богоматери находится в алтаре храма, из-за тёмного цвета камня её называют Ла-Негрита. Чтобы ей поклониться люди съезжаются со всей Коста-Рики, а также из Никарагуа и Панамы.

## Галерея

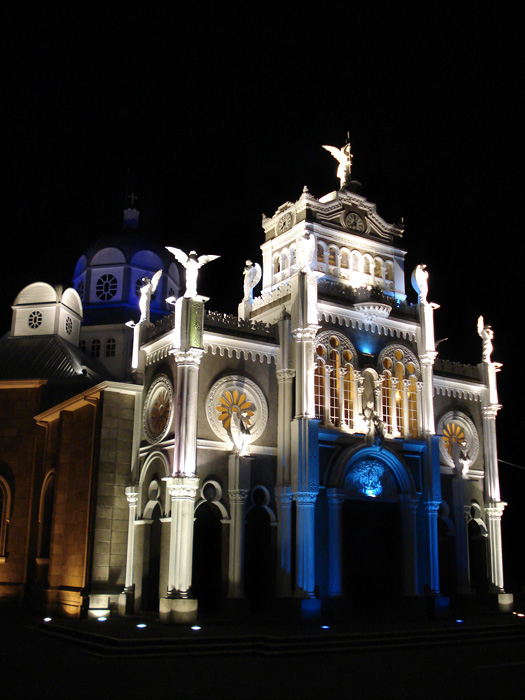
Басилика де Нуэстра Сеньора де лос Анхелес ночью
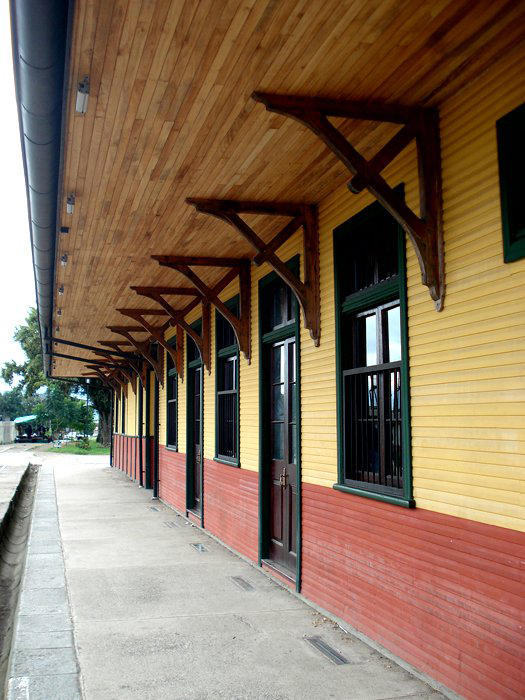
Бывшая Железнодорожная станция

## Города-побратимы
- Гранада
- Масая
- Оахака-де-Хуарес
- Сапопан
- Толука-де-Лердо